# 1900
| 1900                                                                     |
| ------------------------------------------------------------------------ |
| Dødsfald - Fødsler                                                       |
| • Begivenheder • Film • Litteratur • Musik • Politik • Sport • Videnskab |

| Gregoriansk kalender | 1900 MCM                |
| Ab urbe condita      | 2653                    |
| Armensk kalender     | 1349 ԹՎ ՌՅԽԹ            |
| Kinesiske kalender   | 4596 – 4597 己亥 – 庚子 |
| Etiopisk kalender    | 1892 – 1893             |
| Jødisk kalender      | 5660 – 5661             |
| Hindukalendere       |                         |
| - Vikram Samvat      | 1955 – 1956             |
| - Shaka Samvat       | 1822 – 1823             |
| - Kali Yuga          | 5001 – 5002             |
| Iransk kalender      | 1278 – 1279             |
| Islamisk kalender    | 1318 – 1319             |

Konge i Danmark: Christian 9. 1863-1906
Se også 1900 (tal) og 1900 (film)

## Begivenheder

### Januar
- 1. januar – Den danske krone-møntfod fylder 25 år.
- 2. januar – USA's udenrigsminister John Hay proklamerede, at Kina skulle være et åbent land, den såkaldte "åbne dørs politik"

### Februar
- 5. februar – skuespilleren Robert Schyberg overfalder Dagbladet Politikens teaterkritiker Edvard Brandes på Østergade i København, krænket over hans anmeldelse af sin rolle som Leander i Mester Geert Westphaler
- 27. februar - i Storbritannien stifter fagforeningerne Labour Representation Committee - en af forløberne for Labour Party

### Marts
- 1. marts – Politiets Centralbureau for Identifikation oprettes i Danmark.
- 12. marts – den tyske rigsdag vedtager en oprustning af flåden. Over en 17-årig periode skal der bygges yderligere 38 slagskibe, 48 krydsere og 96 destroyere
- 13. marts - i den anden boerkrig okkuperer britiske styrker Bloemfontein i Oranjefristaten
- 16. marts - Knossos på Kreta opdages af Arthur Evans
- 23. marts - den britiske arkæolog Arthur Evans begynder udgravningen af Knossos på Kreta

### April
- 22. april – Georg Brandes anmelder i Politiken første del af Johannes V. Jensens Kongens Fald.
- 27. april – Uenigheder om skattelovgivningen fører til ministeriet Hugo Hørrings fald, og godsejer Hannibal Sehested danner landets sidste Højre-regering.
- 27. april – Departementet for offentligt arbejde udskilles fra Indenrigsministeriet og bliver til Ministeriet for offentlige Arbejder

### Maj
- 17. maj - de britiske tropper ved Mafeking undsættes efter belejring af boerstyrker

### Juni
- 4. juni - A. L. Brems første danskbyggede bil kører sin første tur i Viborg
- 21. juni - konflikten mellem Kina og imperialistiske stormagter under bokseropstanden eskalerer, da Qing-dynastiets leder, Enkekejserinde Cixi, erklærer krig mod alle udenlandske tropper i Kina

### Juli
- 2. juli – første flyvning med en Zeppeliner
- 9. juli - Dronning Victoria stadfæster loven om det australske statsforbund, som dermed får én regering

- 29. juli – Italiens konge, Umberto I, myrdes under et besøg i byen Monza i Lombardiet

### August
- 14. august - Ottenationsalliancen besætter Peking i en offensiv for at stoppe Bokseropstanden i Qing-dynastiets Kina

### September
- 15. september – Det nye Aarhus Teater indvies.
- 23. september – Handels- & Kontormedhjælperforbundet stiftes

### Oktober
- 9. oktober - Cook Islands bliver en del af Storbritannien

### November
- 6. november – Præsidentvalg i USA

### December
- 14. december – Max Planck publicerer sin kvanteteori.

## Født
- 1. januar – Chiune Sugihara, japansk diplomat (død 1986).
- 15. januar – William Heinesen, færøsk/dansk forfatter (død 1991).
- 30. januar – Ingrid Langballe, dansk skuespiller (død 1975).
- 4. februar – Jacques Prévert, fransk digter og manuskriptforfatter (død 1977).
- 11. februar – Hans-Georg Gadamer, tysk filosof (død 2002).
- 2. marts – Kurt Weill, tysk komponist (død 1950).
- 9. marts – Charles Tharnæs, dansk skuespiller (død 1952).
- 14. marts – Peter Boas Bang, dansk ingeniør og fabrikant (død 1957).
- 8. april – Willy Skjold Burne, dansk vinhandler og grundlægger (død 1973).
- 11. april – Kai Normann Andersen, dansk film- og revykunstner (død 1967).
- 18. april – Henny Harald Hansen, dansk etnograf (død 1993).
- 28. april – Jan Oort, hollandsk astronom (død 1992).
- 6. maj – Vilhelm Hansen, dansk tegner og illustrator (Rasmus Klump) (død 1992).
- 6. maj – Zheng Ji, kinesisk biokemiker (død 2010).
- 16. maj – Aage Winther-Jørgensen, dansk skuespiller (død 1967).
- 8. juni – Jakob Nielsen, dansk skuespiller (død 1979).
- 17. juni - Martin Bormann, tysk nazistisk politiker (død 1945).
- 1. juli – Harald Herdal, dansk forfatter (død 1978).
- 6. juli – Frederica Sagor Maas, amerikansk forfatter (død 2012).
- 27. juli – Arveprins Knud, dansk prins (død 1976).
- 4. august – Elizabeth Bowes-Lyon, engelsk dronning (død 2002).
- 23. august - Malvina Reynolds, amerikansk folkesanger, blues-sanger og sangskriver (død 1978).
- 27. august – Knud Thestrup, dansk politiker (død 1980).
- 8. september – Alice O'Fredericks, dansk filminstruktør (død 1968).
- 2. oktober – Erna Hamilton, dansk æresminister, legatstifter og grevinde (død 1996).
- 5. oktober – Margherita Flor, kgl. dansk operasanger (død 1991).
- 7. oktober – Heinrich Himmler, tysk nazist (død 1945).
- 25. november – Rudolf Broby-Johansen, dansk forfatter og kunstpædagog (død 1987).
- 29. november – Jørgen-Frantz Jacobsen, færøsk/dansk forfatter (død 1938).

## Dødsfald
- 3. januar– Knud Gamborg, dansk tegner (født 1828).
- 20. januar - John Ruskin, britisk forfatter, (født 1819).
- 9. januar – C.S. Klein, dansk jurist og politiker (født 1824).
- 26. februar – Elof Kristofer Tegnér, svensk historieskriver og biblioteksmand (født 1844).
- 1. marts – Edvard Helsted, dansk komponist (født 1816).
- 6. marts – Gottlieb Daimler, tysk bilkonstruktør (født 1834).
- 10. marts – J.P.E. Hartmann, dansk komponist (født 1805).
- 9. maj – Carl Brosbøll (pseudonym Carit Etlar), dansk forfatter (født 1816).
- 29. maj – Carl Georg Lange, dansk læge (født 1824).
- 3. juni - Mary Kingsley, engelsk forfatter og opdagelsesrejsende (født 1862).
- 5. juni – Stephen Crane, amerikansk forfatter til borgerkrigsromanen Modets røde Kokarde.
- 17. juli – Clemens Weller, tyskfødt dansk fotograf (født 1838).
- 18. juli – Johan Kjeldahl, dansk kemiker (født 1849).
- 29. juli – Kong Umberto I af Italien (født 1844). – dræbt ved attentat
- 29. juli – Sigbjørn Obstfelder, norsk digter (født 1866).
- 30. juli – Alfred af Sachsen-Coburg-Gotha hertug af Sachsen-Coburg-Gotha, hertug af Edinburgh og prins af Storbritannien (født 1844).
- 16. august – Nicolai Reimer Rump, dansk justitsminister og amtmand (født 1834).
- 25. august – Friedrich Nietzsche, tysk filosof (født 1844).
- 31. august – Th. Schiøtz, dansk brygger og grundlægger (født 1821).
- 17. september – Peter Most, dansk portrætfotograf (født 1826).
- 22. november - Philip Weilbach, dansk akademisekretær og kunsthistoriker (født 1834).
- 22. november Arthur Sullivan, engelsk komponist (født 1842).
- 30. november – Oscar Wilde, irsk poet og dramatiker (født 1854).
- 25. december – Edvard Galle, dansk chokoladefabrikant (født 1844).
- 31. december - Oscar Alin, svensk videnskabsmand og politiker (født 1846).

## Fødevarepriser og fortjenester
Der er for få eller ingen kildehenvisninger i denne artikel, hvilket er et problem. Du kan hjælpe ved at angive troværdige kilder til de påstande, som fremføres i artiklen.

Det kostede varerne:
- Et 4 kg rugbrød 55 øre
- Et 1 kg franskbrød 30 øre
- 1 kg hvedemel 22 øre
- 1 kg rugmel 14 øre
- 1 kg havregryn 40 øre
- 1 kg sukker 49 øre
- 1 kg kaffe 3,60 kr.
- 1 kg smør 2 kr.
- 1 l. sødmælk 14 øre
- Et stykke wienerbrød 4 øre
- Et stykke lagkage 10 øre
- En pilsner 11 øre
- 1 l. brændevin 55 øre

Og det tjente man:
- Faglærte arbejdere 43 øre/t.
- Ufaglærte 33 øre/t.

## Sport
- 14. maj - i Paris åbnes de 2. moderne olympiske lege
- Idrætsforeningen Aarhus 1900 bliver stiftet
- 9. januar - Fodboldklubben S.S. Lazio grundlægges i Rom

## Bøger
- Lord Jim – Joseph Conrad.
- Kongens Fald (to første bind) – Johannes V. Jensen
- Gadens Digte – Edvard Søderberg.

## Nye ord i det danske sprog
- grammofon
- lurmærker
- wc

## Det danske vejr i 1900
| Periode   | Middeltemperatur | Højeste temperatur | Laveste temperatur   | Nedbør  |
| Januar    | -0,5 C           | 8,1 C              | -20,6 C              | 61 mm.  |
| Februar   | -1,5 C           | 10,1 C             | -19,5 C              | 66 mm.  |
| Marts     | 0,1 C            | 9,9 C              | -13,9 C              | 21 mm.  |
| April     | 4,4 C            | 20,8 C             | -11,5 C              | 50 mm.  |
| Maj       | 9,4 C            | 27,4 C             | -8,0 C (kulderekord) | 32 mm.  |
| Juni      | 15,0 C           | 30,7 C             | 2,1 C                | 62 mm.  |
| Juli      | 16,8 C           | 32,6 C             | 3,7 C                | 63 mm.  |
| August    | 16,0 C           | 31,5 C             | 1,5 C                | 64 mm.  |
| September | 12,8 C           | 26,1 C             | -2,3 C               | 50 mm.  |
| Oktober   | 8,3 C            | 19,3 C             | -5,5 C               | 106 mm. |
| November  | 4,9 C            | 12,6 C             | -5,4 C               | 42 mm.  |
| December  | 3,7 C            | 10,4 C             | -10,0 C              | 72 mm.  |
| Hele året | 7,5 C            | 32,6 C             | -20,6 C              | 689 mm. |